# Ірина Стасенко-Бондар
Ірина Стасенко-Бондар (нар. 19 березня) — українська акторка театру та кіно.

## Біографія
Народилася 19 березня. Закінчила Київський національний університет театру, кіно і телебачення імені Івана Карпенка-Карого .
Працювала в Київському академічному обласному музично-драматичному театрі ім. П. К. Саксаганського. З 2020 року є акторкою Київського академічного театру «Колесо». 

## Творчість

### Театральні роботи
Київський академічний обласний музично-драматичний театр ім. П. К. Саксаганського
- Маргарита — «Третє слово» А. Касона
- Мелашка — «Кайдашева сім'я» І. Нечуя-Левицького
- Галя — «За двома зайцями» М. Старицького
- Сільвія — «Сільвія» А. Герні-молодшого
- Ірина — «Три сестри» А. П. Чехова
- Зіна — «Дядечків сон» Ф. М. Достоєвського

Київський академічний театр «Колесо»
- Настонька — «Блаженний острів» Миколи Куліша
- Рахіля — «У Києві, на Подолі.., або „Гдє ві сохнітє бєльйо?“» Миколи Янчука
- Флора — «Grillenparz та Хор цвіркунів» Томаса Арцта
- Хористка — «Шантрапа» Панаса Саксаганського
- Б'янка — «Приборкання норовливої» Францобеля
- Дівчина — «Вечорниці» Наталії Жилінської та Ірини Кліщевської
- Ангеліна — «Flower boom» Наталі Коломієць
- Горпина — «Ніч кохання» Степана Васильченка
- Пеппі Амзель — «Любовна плутанина» Йоганна Нестроя
- Пастушка — «Уявно хворий» Жана-Батіста Мольєра
- Чаклунка — «Три чарівні сили. Котигорошко» Надії Симчич
- Моллі Релстон — «Мишоловка» Агати Крісті
- Учасниця вистави «СкороВода» за сценарієм Івана Драча та Віри Мельник

### Фільмографія
- 2021  — «Справжній Санта»
- 2021  — «Мій коханий друг» (медсестра)
- 2019  — «По різних берегах» 9 серія. (Помічниця)
- 2017  — «Жіночий лікар-3» 38 серія. (Ліда, пацієнтка)
- 2016  — «СуперКопи 2» Серія 16 «Поліграф». (поліграфолог)
- 2009  — «Повернення Мухтара-5» 25 серія. (Ліза Чайкіна)
- 2008  — «Рідні люди»
- 2008  — «Богун. Адвокатські розслідування» (Олена)
- 2007  — «Повернення Мухтара-4» 40 серія. (перукар Рая)